# Т-4
Т-4 (виріб "100", або "сотка") — радянський ударно-розвідувальний бомбардувальник-ракетоносій ОКБ Сухого. Т-4 розроблявся для знаходження та знищення авіаносних з'єднань противника та ведення стратегічної розвідки.

## Історія
Міністерство оборони Радянського Союзу в середині 1960-х років поставило ціль розробити новий авіаційний комплекс, здатний вести розвідку та пошук малорозмірних, нерухомих та рухомих морських та сухопутних цілей з дальністю польоту близько 7000 км. Цей літак мав використовуватися для знищення авіаносних ударних з'єднань ймовірного ворога, а також для ведення стратегічної розвідки. Також літак мав розвивати швидкість польоту до 3200 км/год, що ускладнювало б роботу ворожих сил ППО.
Проєкт "100" створювався в конкурсі, основним завданням якого було розробити надзвуковий винищувач авіаносців. У конкурсі брали участь: ДКБ Сухого (Т-4), ДКБ Туполєва (Ту-135), ДКБ Яковлева (Як-33, та Як-35) Конкурс виграв Т-4. Традиційно в ДКБ Сухого всі проєкти поділялись на 2 групи: "програма-Т" (трикутне крило), та "програма-С ( стріловидне крило), звідси і походять індекси дослідних літаків. Літак мав нести дві крилаті ракети Х-45. Т-4 був в багатьох сферах новаторським літаком  — корпус мав виготовлятися з використанням титанових сплавів, найсучасніша електроніка, нові принципи керування. Тільки винаходів в Т-4 було більше шестисот. Збирався літак на Тушинському машинобудівному заводі.
Восени 1971 року був побудований дослідний Т-4. 22 серпня 1972 року головний льотчик-випробовувач ДКБ Сухого В.С.Ільюшин та штурман Н.А. Алфьороф здійснили перший політ. Початок випробувань був вдалим, військові були задоволені та замовили 250 літаків, які планувались побудувати в наступній п'ятирічці. До січня 1974 року було здійснено 10 польотів. Максимальна швидкість склала М=1,36 на висоті 12000 м.
28 лютого 1976 року надійшов указ Міністра авіаційної промисловості СРСР Дементьєва про закриття "виробу 100" з метою зосередження сил та засобів на розробку Ту-160. Після цього ДКБ Сухого передало схему по витратам Т-4, яка склала фантастичну на той час суму 1,3 мільярдів рублів. В подальшому розроблялись варіанти Т-4М (головні зміни стосувалися в стріловидності крила, переробленій силовій установці, пізніше був розроблений концепт Т-4МС (фактично вже інша машина, від початкового задуму нічого не лишилося), але і вони були відхилені. Місце Т-4М спочатку зайняв Ту-22М, а Т-4МС — М-18, ДКБ Мясіщева, а пізніше Ту-160. Існував проєкт пасажирського варіанту Т-4, реалізований Ту-144. Модифікований Т-4 також розглядався як майданчик для авіаційно-космічної системи "Спіраль".
Закриття проєкту пов'язується з декількома проблемами (жодна з них не підтверджена, але й не спростована):
- Зміни технічних вимог до машини та завантаженості КБ Сухого розробкою Т-10 (Су-27).
- ВПС та оборонний відділ ЦК КПРС вважали проєкт неперспективним.
- У ДКБ Сухого не було виробничих потужностей щодо розширених державних випробувань Т-4. Базовий для КБ Тушинський машинобудівний завод таке замовлення виконати не міг, передбачуваний для цього Казанський авіаційний завод Сухому не був переданий. Як тільки почала готуватися постанова про підготовку Казанського авіаційного заводу до складання установчої партії Т-4, А. М. Туполєв, розуміючи, що він втрачає серійний завод, на якому випускали Ту-22, запропонував його ініціативну  модифікацію Ту-22М, для чого, нібито, трохи перепрофілювати виробництво. Ту-22М був розроблений як абсолютно новий літак, але рішення про передачу казанського заводу Сухому свого часу не було прийнято.
- Літак вийшов дуже дорогим, але все-таки підйомним проєктом у силу нових технологій ОКБ Сухого зі скорочення відходів титану у виробництві та його зварюванні, чого не вміли тоді робити інші підприємства. До того ж Т-4 не потрібно було виробляти масово.
- В 1969 представлені нові тактико-технічні вимоги ВПС до перспективного багаторежимного стратегічного літака. На той момент Т-4, що був у розробці, за своїми ЛТХ вже не відповідав цим вимогам, тому в КБ Сухого почалася робота над варіантом літака з крилом змінної стріловидності — Т-4М. Потім розроблено проєкт Т-4МС («виріб 200»), який суттєво відрізнявся від початкового Т-4. У 1972 році Т-4МС брав участь у конкурсі на новий стратегічний бомбардувальник, але найкращим було визнано проєкт М-18 ОКБ Мясіщева.

Єдиний екземпляр зберігся в Центральному музеї ВПС, в Моніно.

## Конструкція
Т-4 виконаний за схемою безхвосткі з трикутним крилом з тонкою передньою кромкою та переднім горизонтальним оперенням. Екіпаж літака складається із двох осіб. У конструкції літака активно використані титанові сплави, нержавіюча та конструкційна сталь.
Планер літака складається з наступних агрегатів: фюзеляж, гондоли двигунів, крило, переднє горизонтальне оперення, кіль, основні та передня опори шасі. Агрегати планера також поділяються на технологічні відсіки.
Фюзеляж складається з семи основних відсіків: носова частина, що відхиляється, кабінний відсік, приладовий відсік, відсік центрального паливного бака, хвостовий відсік і відсік хвостового парашута.
У носовій частині фюзеляжу, що відхилялась, під радіопрозорим обтічником встановлені антена і блоки РЛС, також тут розташовані стелажі з блоками пілотажно-навігаційної системи, системи управління зброєю та агрегати системи кондиціювання. Тут же розміщено штангу дозаправки літака паливом у повітрі.
У верхній частині кабінного відсіку фюзеляжу тандемно були розташовані кабіни льотчика та штурмана. Кожна кабіна мала власний відкидний люк, призначений для аварійного покидання літака та посадки екіпажу на свої робочі місця. Аварійний порятунок льотчика та штурмана здійснювався катапультними кріслами, які забезпечували безпечне покидання літака у всьому діапазоні швидкостей та висот польоту. У підкабінних відсіках встановлені системи життєзабезпечення екіпажу та система охолодження та кондиціювання.
Фюзеляж у зоні приладового відсіку має круглий перетин діаметром два метри та довжиною майже сім метрів. Відсік виконаний герметичним теплоізоляційним покриттям по всій поверхні відсіку, тут встановлена основна частина радіоелектронного обладнання.
Відсік центрального паливного бака розташований за відсіком приладів і містить паливні баки-відсіки, які з'єднані між собою системою трубопроводів. Над баками розташований гаргрот, де знаходяться основні транзитні комунікації літака. Гаргрот має форму напівциліндра.
У хвостовій частині розміщується відсік, у якому знаходиться чотирикутна парашутно-гальмівна системи. Стулки парашутно-гальмівної системи при приземленні розкриваються убік.
Крило літака складається з центроплану та двох відокремлених консолей крила. У консолях крила розміщені виконавчі органи системи управління елевонами та бортові аеронавігаційні вогні.
Гондола із чотирма турбореактивними двигунами розміщена під центропланом. Двигуни з протипожежними перегородками займали хвостову частину гондоли. У носінні передньої частини гондоли встановлено регульовані стулки повітрозабірника. У носінні передньої частини розміщена ніша передньої опори шасі. За нішою розташований відсік обладнання, де знаходяться агрегати літакових систем. У центральній частині гондоли між повітряними каналами знаходиться видатковий паливний бак. З боків центральної частини гондоли під центропланом розташовані ліва та права ніші головних опор шасі.
Хвостове оперення бомбардувальника виконано за схемою «качка» з переднім розташуванням горизонтального оперення та трикутним крилом. Переднє горизонтальне оперення необхідне забезпечення поздовжнього балансування літака. У кілі розміщені агрегати радіоелектронних комплексів, троси та виконавчі органи системи управління кермом напрямку. Вертикальне оперення забезпечувало мінімальну величину запасу колійної стійкості, а необхідні характеристики стійкості та керованості забезпечувалися системою електродистанційного керування.
Шасі - триопорне з носовим колесом. Шасі літака забезпечувало можливість зльоту та посадки з аеродромів 1-го класу з бетонним покриттям. Основні стійки шасі мали двовісні візки із чотирма гальмівними колесами, на кожному колесі була спарена шина. Носова опора має важільно-підвішені спарені колеса зі стартовими гальмами.
Двигуни - чотири турбореактивні двигуни РД-36-41, тягою 16 500 кгс кожен, які розміщені в одній гондолі. На кожну пару двигунів припадає один повітрозабірник. На літаку вперше в радянській практиці авіабудування було застосовано надзвуковий регульований повітрозабірник змішаного стиску з автозапуском для розрахункового числа М = 3,0. Застосоване на двигунах багаторежимне надзвукове сопло має три вінці підвішених стулок, що утворюють дозвукову та надзвукову частини сопла, що забезпечує високу ефективність тяги у всіх діапазонах швидкостей польоту.
Паливна система складається із системи паливного живлення — заправки паливом на землі та в повітрі, системи аварійного скидання палива, системи наддуву баків нейтральним газом та системи перекачування палива, що забезпечує задане центрування літака. Усі агрегати паливної системи виконані теплостійкими. Паливні баки розташовані у фюзеляжі та в центроплані. Для Т-4 було розроблено новий сорт термостабільного палива РГ-1 (нафтил).
На літаку встановлена електрична дистанційна система контролю управління двигунами, що працює в ручному режимі і від автомата тяги. Також силова установка літака включає системи пожежогасіння, охолодження, захисту повітрозабірників від зледеніння, запуску двигунів на землі і в повітрі, автоматичного регулювання повітрозабірників.
Система електропостачання - основна система електропостачання літака - система трифазного змінного струму напругою 220/115 і частотою 400 Гц. Джерело струму - чотири синхронні генератори з масляним охолодженням 60 кВт кожен. Стабілізація частоти забезпечується роботою генератора із гідравлічним приводом постійних обертів. Живлення споживачів постійного струму 27 і змінного 36 В частотою 400 Гц здійснюється за допомогою чотирьох випрямляльних пристроїв і двох трифазних трансформаторів. Аварійні джерела живлення – три акумуляторні батареї та перетворювач.
Гідросистема: живлення системи керування літаком та інших систем забезпечувалося двоканальною гідросистемою із застосуванням нової високотемпературної рідини ХС-2-1. Вперше тиск у системі підняли до 280 атмосфер. На літаку застосоване чотириразове резервування автоматичної системи керування літаком.
Система життєзабезпечення складається із системи кисневого забезпечення, кондиціювання повітря та спецспорядження екіпажу
- Киснева система - два газифікатори рідкого кисню і регулятори бортового уніфікованого комплекту кисневих приладів.
- Система кондиціонування повітря замкнутого типу із застосуванням палива як первинний хладогент для створення необхідних температурних умов у гермокабіні та відсіках обладнання.
- Основним видом спорядження екіпажу є скафандр.

Радіоелектронне обладнання: літак Т-4 оснащений декількома комплексами радіоелектронного обладнання:
- Навігаційне — на базі астроінерціальної системи з індикацією на планшеті та багатофункціональними пультами управління, забезпечує безперервне визначення місця розташування літака в просторі, видачу навігаційних даних у систему автоматичного управління, видачу пілотажної інформації екіпажу, взаємодіючи при цьому з радіоелектронним комплексом літака.
- Прицільне - на базі радіолокатора переднього огляду з великою дальністю виявлення, для управління ракетами класу «повітря - поверхня».
- Розвідка — включає оптичні, інфрачервоні, радіотехнічні датчики і радіолокаційну станцію бічного огляду, що вперше застосовувалася.
- Літак передбачалося оснащувати системою автоматичного обходу наземних перешкод під час польоту на малій висоті.
- Комплексування та автоматизація управління бортовим обладнанням були настільки високі, що дозволили обмежити екіпаж літака льотчиком та штурманом-оператором.

Озброєння:
Озброєння Т-4 складалося з двох гіперзвукових протикорабельних ракет дальністю пуску 500 км, що розміщуються на двох пілонах під крилами.  Вільно падаючі бомби були розташовані в підфюзеляжному контейнері, що скидається.  Інтегральна бортова система літака дозволяла мати автономну інформацію про цільову обстановку та вражати цілі, не заходячи до зони ППО супротивника.

## Технічні характеристики
Дані для Т-4М та Т-4МС розраховані, деякі дані для Т-4 також розраховані.
| ТХ Т-4 різних модифікацій             |                    |                     |                      |
| Характеристика                        | Т-4                | Т-4М                | Т-4МС                |
| Технічні характеристики               |                    |                     |                      |
| Екікаж                                | 2                  | 3                   | 3                    |
| Довжина, м                            | 44,5               | н/д                 | 41,2                 |
| Висота, м                             | 11,2               | н/д                 | 8,0                  |
| Розмах крила, м                       | 22,7               | н/д                 | 40,8 / 25,0          |
| Коефіцієнт видовження крила           | н/д                | н/д                 | 3,3 / 1,4            |
| Кут стріловидності по передній кромці | н/д                | н/д                 | 30° / 72°            |
| Площа крила, м²                       | 295,7              | н/д                 | 506,8 / 482,3        |
| База шасі, м                          | н/д                | н/д                 | 12,0                 |
| Колія шасі, м                         | н/д                | н/д                 | 6,0                  |
| Маса пустого, кг                      | 55 600             | н/д                 | 123 000              |
| Маса спорядженого, кг                 | 57 000             | 49 000              | н/д                  |
| Нормальна злітна маса, кг             | 114 000            | 131 000             | 170 000              |
| Максимальна злітна маса, кг           | 135 000            | 145 000             | 170 000              |
| Маса палива, кг                       | 57 000             | 82 000              | 97 000               |
| Двигуни                               | 4× РД36-41         | 4× РД36-41          | 4× НК-101            |
| Тяга, кгс                             | 4× 16 150          | 4× 16 150           | 4× 20 000            |
| Льотні характеристики                 |                    |                     |                      |
| Максимальна швидкість, км/ч           | 3200 (розрахована) | 3200 (розрахована)  | 3200 (розрахована)   |
| Крейсерська швидкість, км/ч           | 3000 (розрахована) | 850—900 / 3000      | 3000-3200 / 800—900  |
| Практична дальність, км               | 6000               | 7000 / 10 000       | 9000 / 14 000        |
| Перегонна дальність, км               | 7000               | н/д                 | н/д                  |
| Практична стеля, м                    | 25 000             | 23 000              | 24 000               |
| Довжина розбігу, м                    | 950—1050           | н/д                 | 1100                 |
| Довжина пробігу, м                    | 800—900            | н/д                 | 950                  |
| Навантаження на крило, кг/м²          | 184                | н/д                 | 335                  |
| Тягооснащеність                       | 0,56               | н/д                 | 0,47                 |
| аеродинамічна якість                  | н/д                | н/д                 | 17,5 / 7,3           |
| Озброєння                             |                    |                     |                      |
| Бойове навантаження, кг               | н/д                | 4000 / 18000        | 9000 / 45000         |
| Ракети                                | 2× Х-45            | 2× Х-45 або 8× Х-15 | 4× Х-45 або 24× Х-15 |
|                                       |                    |                     |                      |

Т-4 цікавий тим, що після зльоту та підйому носового обтічника в робоче положення (для надзвукового польоту) екіпаж міг дивитися вперед тільки через перископ, скління кабіни давало можливість дивитися тільки вбік-вгору через 4 ілюмінатори, так як, на відміну від Ту-  144 носовий обтічник скління не мав.

## Реакція на Заході
На Заході Т-4  вважався радянським аналогом більш раннього американського бомбардувальника-ракетоносця XB-70 «Валькірія», і тому літак почали називати відповідно «Російська Валькірія»